# Andabata

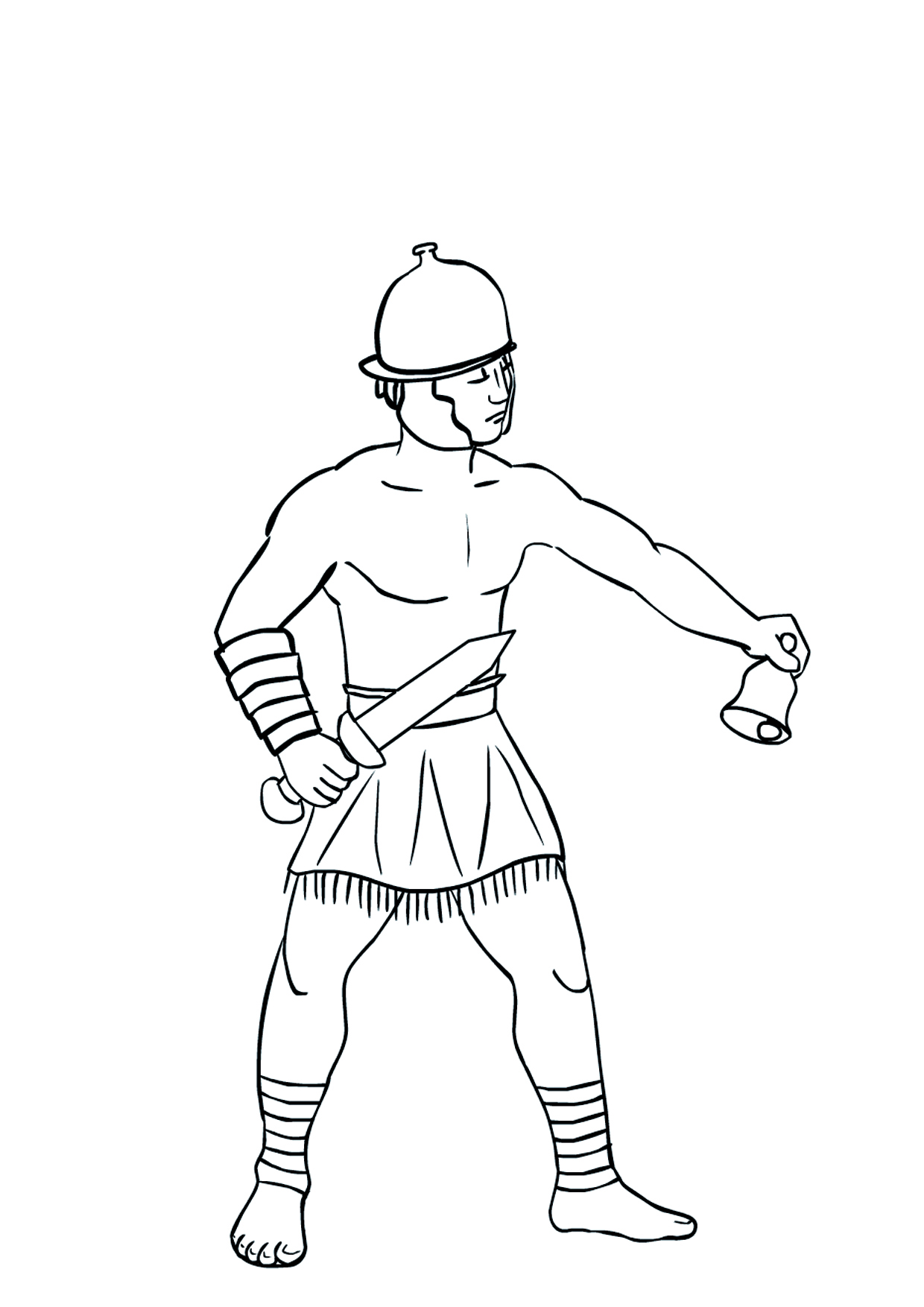
Ilustración de un andabata según el dibujo de un vaso de Crisipo. Se observa que lleva un gladius y una campanilla.

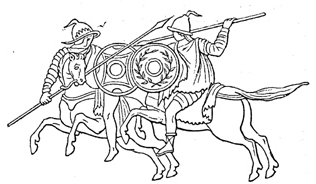
Ilustración de un gladiador andabata en un libro de 1888. No está claro si realmente lucharon a caballo.

Un andabata (plural en latín: andabatae) era un gladiador de la Antigua Roma que luchaba a ciegas (no existen fuentes conocidas que indiquen si los luchadores llevaban los ojos vendados o eran ciegos).

## Descripción
Un vaso de Crisipo del museo Lugdunum de Lyon muestra un duelo entre lo que podrían ser andabatas, lo que da una idea del equipo de este tipo de gladiador. Disponía de fuertes defensas en forma de armadura, estando la visera de su casco sellada para evitar que sus oponentes fueran vistos e iba armado con una espada (gladius) en una mano y una campanilla en la otra para permitir su localización. Llevaba una protección en el antebrazo derecho. Los andabatas luchaban entre ellos por razones de equilibrio entre los combatientes.
Sin embargo, para algunos estudiosos como Konstantin Nossov, el término no indicaba un tipo específico de gladiador, sino más bien, cualquier tipo de gladiador que luchaba sin usar la vista. En cualquier caso, el término ya no aparece en la época imperial.

## Historia
La palabra andabata es rara en las fuentes clásicas y de dudosa etimología. Xavier Delamarre en su Dictionnaire de la langue gauloise la propone como un préstamo latinizado del galo, compuesto de anda ('ciego') y bata ('luchador').
Los andabatae eran en su mayoría criminales arrojados a la arena por sus fechorías, y no solían tener entrenamiento ni experiencia con la espada. 
Cicerón se refería en broma al andabata en una carta a su amigo Cayo Trebacio Testa, que estaba destinado en la Galia. El pasaje asocia al andabata con los essedarii, luchadores de carros.